# Michael Baumgarten
Michael Baumgarten, född den 25 mars 1812 i Holstein, död den 21 juli 1889, var en tysk teolog.
Baumgarten blev privatdocent i Kiel 1839 och kyrkoherde i Slesvig 1846. Han var där en av ledarna för den tyska agitationen, måste 1850 fly med sin familj och kallades 5 dagar senare till teologie professor i Rostock. 
Till sin teologiska ståndpunkt närmast en lärjunge av Hofmann, bekämpade Baumgarten föreningen mellan kyrka och stat såsom ett hinder för en verklig folkkyrka. Han blev därför redan 1858 genom ett storhertigligt dekret såsom "svärmeande" avsatt från sin professur. 
Av sin starka subjektivism drevs Baumgarten över till den bekännelselösa protestantföreningen, men lämnade denna åter 1877 och levde sedan sitt liv ännu mera isolerad, under ständig polemik mot mecklenburgska kyrkan. Riksdagsman 1874–81, kämpade han från sin ståndpunkt mot "papism" och Stöckers sociala planer.  
Hans förnämsta arbete var hans Apostlengeschichtekommentar (1852). Av stort värde är hans självbiografi, utgiven 1891.